# Pier Gerlofs Donia
Pier Gerlofs Donia zvaný též Grutte Pier (západofríský dialekt) či Grote Pier (v nizozemštině) (asi 1480 Kimswerd – 28. října 1520 Sneek) byl fríský národní hrdina, rebel a pirát. O jeho životě existuje mnoho legend, reálné jeho obrysy jsou pod nimi povětšinou skryty. Historik 19. století Conrad Busken Huet napsal: "Byl to vysoký chlapík silný jako býk, tmavé pleti, širokých ramen, s dlouhým černým plnovousem. Byla mu vlastní drsná veselost, avšak za nešťastných okolností propukala u něj strašlivá brutalita. Kvůli touze po pomstě za krvavou nespravedlnost, která ho postihla v roce 1515, zabitím manželky a zničením jeho majetku, se stal bojovníkem za svobodu, který byl v čase legendarizován." Je známo, že Pierovy činy odsuzoval jeho současník Erasmus Rotterdamský. Měl být údajně vysoký 213 centimetrů a jeho meč měl vážit přes 6 kilogramů.

## Život
Narodil se kolem roku 1480 v Kimswerdu poblíž města Harlingen ve Frísku na území dnešního Nizozemska. Pierova matka pocházela ze šlechtické rodiny. Pier a jeho švagr Ane Pijbes byli spoluvlastníky zemědělského statku Meyllemastate v Kimswerdu. Přibližně sedm kilometrů na severovýchod od Kimswerdu ve městě Franeker sídlil tzv. černý pluk či černá banda, landsknechtský pluk ve službách Jiřího, vévody saského, který mnohokrát zasáhl proti místním odpůrcům habsburské vlády v Nizozemí. Byl proslulý svou násilností a rabováním v dobách, kdy nedostával žold. Dne 29. ledna 1515 černý pluk vyplenil Pierovu vesnici, přičemž údajně znásilnil a zabil jeho manželku a vypálil kostel i Pierovo panství.
Pier slíbil krutou pomstu a zahájil partyzánskou válku proti Habsburkům. Spojil se za tím účelem s Karlem Egmondským, vévodou z Guelders (1492–1538). Sestavil partyzánskou brigádu nazvanou Zwarte Hoop (Černá naděje) či též Arumer Zwarte Hoop (Černá naděje z Arumu). V první fázi působili především jako piráti, podařilo se jim zajmout mnoho burgundských i anglických lodí. 24. června 1517 zaútočili v síle asi 4000 mužů na město Medemblik, které měl Pier ve velké nenávisti, neboť jeho vojáci a obyvatelé v minulosti spolupracovali s Karlem V. Habsburským. Rebelové zabili mnoho místních obyvatel. Řada se jich ukryla na hradě Radboud, který se Pierovým lidem nepodařilo dobýt, a tak vypálili okolní město. Poté Pier a jeho armáda zaútočili na Nieuwburg a na hrad Middleburg poblíž Alkmaaru. Vyplenili je a zapálili. Zbyly z nich jen ruiny. V roce 1517 dobyl Zwarte Hoop město Asperen a zabil prakticky všechny jeho obyvatele. Poté použil silně opevněné město jako základnu, dokud ho nevyhnal holandský místodržitel.
Ten pak sestavil v červenci 1517 velkou válečnou flotilu, jejíhož velení se ujal Anthoniius van den Houte, lord z Vleterenu. Ve jménu Karla V. slíbil očistit celé Frísko od rebelů. Ačkoli van den Houte byl zpočátku úspěšný, Pier dokázal přejít do protiofenzívy a v bitvě u pobřeží poblíž Hoornu v roce 1518 zajal 11 holandských lodí. Krátce po tomto vítězství Pier porazil 300 Holanďanů v Hindelopenu. Legenda praví, že aby odlišil mezi zajatci Frísy, museli všichni zopakovat frískou větu "Bûter, brea en griene tsiis: wa't dat net sizze kin, is gjin oprjochte Fries" ("Máslo, chléb a zelený sýr: pokud to nedokážete říct, nejste skutečný Frís"). Takto zjištěné Frísy přijal do svého vojska, Holanďany a Němce, kteří větu čistě vyslovit nedokázali, nechal pověsit.
Přes své úspěchy nicméně nedokázal čelit přílivu Burgunďanů a jiných prohabsburských sil. V roce 1519 odešel s deziluzí do důchodu. Zemřel pokojně ve fríském městě Sneek dne 18. října 1520, tam je i pohřben. Fríský odboj nicméně neustal, v čele Zwarte Hoop nahradil Piera Wijerd Jelckama. Autoři 18. a 19. století něm povětšinou tvrdili, že byl Pierovým synovcem, současná historiografie v příbuzenský poměr nevěří, Jelckama byl patrně jedním z nižších velitelů vzbouřenecké armády.